# 208-я смешанная авиационная дивизия
 208-я сме́шанная авиацио́нная диви́зия  — авиационное воинское соединение истребительной авиации Вооружённых сил СССР в Великой Отечественной войне.

## Формирование дивизии
208-я смешанная авиационная дивизия сформирована 12 мая 1942 года на основании Приказа НКО СССР на базе управления ВВС 3-й армии.

## Переформирование дивизии
208-я смешанная авиационная дивизия переформирована 18 мая 1942 года в 208-ю ночную ближне-бомбардировочную авиационную дивизию.

## В действующей армии
В составе действующей армии:
- с 12 мая 1942 года по 18 мая 1942 года.

## Командиры дивизии
| Звание    | Имя                         | Период                  | Примечание |
| --------- | --------------------------- | ----------------------- | ---------- |
| полковник | Котляр Феодосий Порфирьевич | 12.05.1942 — 18.05.1942 |            |

## В составе соединений и объединений
| Дата            | Фронт (округ)  | Армия               | Примечания    |
| --------------- | -------------- | ------------------- | ------------- |
| 12.05.1942 года | Брянский фронт | 2-я воздушная армия | -             |
| 18.05.1942 года | Брянский фронт | 2-я воздушная армия | переименована |

## Состав дивизии
| Части                                          | Период                  | Примечание                 |
| ---------------------------------------------- | ----------------------- | -------------------------- |
| 719-й ночной бомбардировочный авиационный полк | 12.05.1942 — 18.05.1942 | Вошёл в состав 208-й нббад |
| 209-й ночной бомбардировочный авиационный полк | 12.05.1942 — 18.05.1942 | Вошёл в состав 208-й нббад |
| 646-й ночной бомбардировочный авиационный полк | 12.05.1942 — 18.05.1942 | Вошёл в состав 208-й нббад |
| 241-й штурмовой авиационный полк               | 12.05.1942 — 18.05.1942 | Вошёл в состав 225-й шад   |

## Участие в операциях и битвах
- Операции Брянского фронта